# Osprynchotina
Osprynchotina ist eine Untertribus der Schlupfwespen-Unterfamilie Cryptinae. Sie bildet einen Teil der Tribus Cryptini. Das Taxon wurde von dem US-amerikanischen Entomologen Henry Lorenz Viereck im Jahr 1918 eingeführt. Typusgattung ist Osprynchotus Spinola, 1841.

## Merkmale
Bei der Untertribus Osprynchotina handelt es sich um kleinere bis mittelgroße Schlupfwespen mit schlanken Beinen. Die Länge der Bohrerklappen (Ovipositor) ist sehr variabel. Von den anderen Untertriben der Cryptini unterscheiden sich die Schlupfwespen der Untertribus Osprynchotina anhand ihrer langen Mandibeln, die einen sehr kurzen unscheinbaren unteren Zahn aufweisen.

## Verbreitung
Die Untertribus Osprynchotina ist in allen bedeutenden zoogeographischen Regionen der Welt vertreten und fehlt lediglich auf dem antarktischen Kontinent. In den Tropen treten die meisten Arten auf.

## Lebensweise
Die Schlupfwespen der Untertribus Osprynchotina sind Ektoparasitoide aculeater Hautflügler, die Lehmnester bauen. Bekannte Wirtsarten gehören zu den Grabwespen (Crabronidae und Sphecidae), Wegwespen (Pompilidae) und solitären Faltenwespen (Eumeninae).

## Systematik
Die Untertribus Osprynchotina umfasst folgende Gattungen:
- Acroricnus Ratzeburg, 1852
- Iaria Cheesman, 1936
- Messatoporus Cushman, 1929
- Nematopodius Gravenhorst, 1829
- Osprynchotus Spinola, 1841
- Photocryptus Viereck, 1913
- Picardiella Lichtenstein, 1920
- Sphecoctonus Seyrig, 1952
- Stenarella Szépligeti, 1916

In Europa ist Osprynchotina mit folgenden Arten vertreten:
- Acroricnus elegans – Bulgarien, Russland
- Acroricnus seductor – Mittelmeerraum, Österreich, Ungarn
- Acroricnus stylator – in Europa weit verbreitet
- Nematopodius debilis – in Europa weit verbreitet
- Nematopodius formosus – in Europa weit verbreitet
- Nematopodius meridionator – Südfrankreich
- Picardiella melanoleuca – Mittel-, Süd- und Südosteuropa
- Stenarella domator – in Europa weit verbreitet